# Eva Urbanová

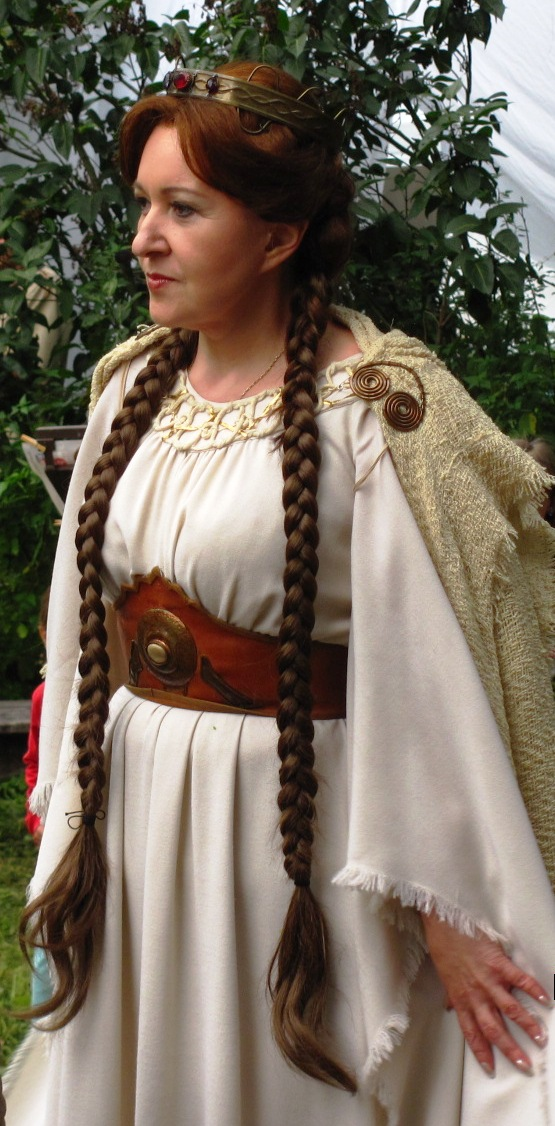
Als Libuše (September 2010)

Eva Urbanová (* 20. April 1961 in Slaný) ist eine tschechische Opernsängerin (Sopran).

## Leben
Urbanová studierte Gesang bei Ludmila Kotnauerová und debütierte 1987 in Pilsen. Sie gehört seit dem Ende der 1980er Jahre zu den Spitzensolisten des Nationaltheaters Prag. Urbanová ist unter anderem an New Yorks Metropolitan Opera, der Mailänder Scala, am Opernhaus Zürich und der Opéra Bastille aufgetreten. 
Sie gewann 2003 den Dora Mavor Moore Award und den Titel des Ritters des Ordre des Arts et des Lettres.